# Whitchurch-Stouffville
Whitchurch-Stouffville è una città della Municipalità Regionale di York. King fa parte della Greater Toronto Area.